# Кълвачоподобни
Кълвачоподобни или Якамароподобни (Piciformes) са разред, включващ близо 400 дребни и средни по размер птици. Характерно за него е разположението на пръстите на краката, два напред и два назад. Подобно разположение се наблюдава и при папагалите и то показва значително от еволюционна гледна точка приспособяване към дървесния начин на живот. Опашката е къса, твърда и служи за опора. Езикът завършва с вроговен и заострен израстък, служещ за изваждане на насекомите и техните ларви от кората и ствола на дърветата. Самият език е изключително дълъг и понякога надвишава двойно дължината на главата, заедно с човката.

## Разпространение
Разпространени са в умерените и тропични области. В България се срещат 10 вида принадлежащи към едно семейство:
- семейство Picidae – Кълвачови

1. Jynx torquilla – Въртошийка
2. Picus canus – Сив кълвач
3. Picus viridis – Зелен кълвач
4. Dryocopus martius – Черен кълвач
5. Picoides major – Голям пъстър кълвач
6. Picoides syriacus – Сирийски пъстър кълвач
7. Picoides medius – Среден пъстър кълвач
8. Picoides leucotos – Белогръб кълвач
9. Picoides minor – Малък пъстър кълвач
10. Picoides tridactylus – Трипръст кълвач

## Начин на живот и хранене
Основната част от времето прекарват по стеблата на дърветата, като много рядко кацат по самите клони, за разлика от останалите птици. Предимно насекомоядни видове, но при нужда са всеядни. Храната си търсят пробивайки и издълбавайки кората и ствола на дървото. По време на дълбаенето нанасят изключително силни удари с човка.

## Размножаване
Моногамни птици, гнездят в дупки по дърветата, които най-често издълбават сами. По време на размножителния сезон ролята на сватбена песен изпълнява характерното барабанене по стволовете на дърветата. Малките се излюпват голи и безпомощни, и двамата родители се грижат за тях.

## Допълнителни сведения
Много важна от екологична гледна точка група птици, осигуряват на много други видове подходящи места за гнездене, прочистват горите от голямо количество дървоядни насекоми, недостъпни за останалите птици, поддържайки по този начин екологичното равновесие. На територията на България всички представители на разреда са защитени от закона.

## Списък на семействата
1. Indicatoridae – Медопоказвачи
2. Lybiidae – Либиеви
3. Megalaimidae – Брадаткови
4. Picidae – Кълвачови
5. Ramphastidae – Туканови
6. Galbulidae – Якамарови
7. Capitonidae – Мустакати кълвачи
8. Bucconidae – Кълвачи Буко